# Rudolf Sintzenich
Rudolf Sintzenich (13 juillet 1889 à Munich et mort le 24 décembre 1948 à Munich), est un Generalleutnant allemand au sein de la Heer dans la Wehrmacht pendant la Seconde Guerre mondiale.
Il a été récipiendaire de la Croix de chevalier de la Croix de fer. Cette décoration est attribuée en reconnaissance d'un acte d'une extrême bravoure ou d'un succès de commandement important du point de vue militaire.

## Biographie
Rudolf Sintzenich est capturé par les forces alliées en 1945 et reste en captivité jusqu'en 1947.

## Décorations
- Croix de fer (1914)
  - 2e Classe
  - 1re Classe
- Insigne des blessés (1914)
  - en Noir
- Croix d'honneur
- Agrafe de la Croix de fer (1939)
  - 2e Classe
  - 1re Classe
- Médaille du Front de l'Est
- Croix de chevalier de la Croix de fer
  - Croix de chevalier le 15 août 1940 en tant que Generalmajor et commandant de la 33. Infanterie-Division[1]